# We Built This City
"We Built This City", en: Vi byggde denna stad, är en sång skriven av Bernie Taupin, Martin Page, Dennis Lambert, och Peter Wolf, och ursprungligen inspelad av den amerikanska rockgruppen Starship 1985 och släppt som deras debutsingel den 10 november 1985. Texten skrevs av Bernie Taupin, mest berömd för sitt långvariga samarbete med Elton John. Verserna sjungs av Mickey Thomas och Grace Slick, och singelversionen toppade USA:s Billboard Hot 100 den 16 november 1985, och var tolva i Storbritannien.
Den stad som det sjungs om brukar anses vara San Francisco, (trafikrapporteringen i bryggan refererar Golden Gate Bridge och "The City by the Bay" (engelska: staden vid bukten), och i Japan har den sålts under den japanskspråkiga titeln "Sisuko wa Rokku Sitii" ("'Cisco, rockstad"). Men enligt Slick, skall den ha skrivits om Los Angeles under det tidiga 1970-talet.
Den släpptes även utan trafikrapporteringen och DJ-avbrytningen under bryggan, vilket blev grammofonsingelns B-sida. Lokala radiostationer uppmanades att göra lokala versioner, till exempel gjorde New York en trafikrapportering som beskriv förhållandena vid George Washington Bridge.

## Coverversioner och parodier
Den spelades senare in som cover av LMP på albumet A Century of Song, och av hiphopgruppen The Diplomats. Den brittiska gruppen Half Man Half Biscuit spelade in en sång vid namn "We Built This Village on a Trad Arr Tune".

## Listplaceringar
| Lista (1985-1986) | Topplacering |
| ----------------- | ------------ |
| Nederländerna     | 21           |
| Nya Zeeland       | 11           |
| Schweiz           | 8            |
| Sverige           | 4            |
| Österrike         | 21           |

### Fotnoter
1. ↑  ”Listplacering”. http://dutchcharts.nl/showitem.asp?interpret=Starship&titel=We+Built+This+City&cat=s. Läst 15 maj 2011.
2. ↑  ”Listplacering”. Arkiverad från originalet den 18 mars 2015. https://web.archive.org/web/20150318122326/http://charts.org.nz/showitem.asp?interpret=Starship&titel=We+Built+This+City&cat=s. Läst 15 maj 2011.
3. ↑  ”Listplacering”. http://hitparade.ch/showitem.asp?interpret=Starship&titel=We+Built+This+City&cat=s. Läst 15 maj 2011.
4. ↑  ”Listplacering”. http://swedishcharts.com/showitem.asp?interpret=Starship&titel=We+Built+This+City&cat=s. Läst 15 maj 2011.
5. ↑  ”Listplacering”. http://austriancharts.at/showitem.asp?interpret=Starship&titel=We+Built+This+City&cat=s. Läst 15 maj 2011.